# Cédric Demangeot
Pour les articles homonymes, voir Demangeot.
Cédric Demangeot, né le 3 novembre 1974 à Chambray-lès-Tours et mort le 28 janvier 2021 à Saint-Jean-de-Verges, est un poète français.
Considéré comme « l’une des voix poétiques les plus saisissantes de sa génération », il est l'auteur de nombreux recueils de poésie, mais aussi de deux pièces de théâtre. Son « œuvre [...] est le théâtre d’un affrontement très dur, très âpre avec le négatif », car pour lui, « la poésie devient protestation de la vie contre tout ce qui l’entrave, la défigure et la nie » : « la poésie doit saboter le réel et le rendre au vivant ». « Le poème est enfantin, politique est mortel », écrivait Demangeot, qui formulait ainsi le sens de son travail : « Comment écrire de la poésie à l'heure de la mondialisation du non-monde ? ».

## Biographie
Cédric Demangeot a d'abord publié son premier cycle poétique aux éditions Fata Morgana entre 1999 et 2001, durant ses études à l'Université Paul Valéry - Montpellier. Le cycle est composé de trois courts recueils, d'un puits, Désert natal et Figures du refus, qui seront majoritairement réécrits en 2018 sous le nom d'Autrement contredit (éditions Fata Morgana).
Il est lauréat du Prix de Poésie de la Vocation en 2000 pour son recueil Nourrir querelle (éditions Obsidiane).
L'année d'après, il fonde la revue Moriturus (2001-2005) qui signera une évolution fondamentale dans son rapport au texte. La revue Moriturus est le lieu de rencontre de nombreux poètes contemporains à l'écriture forte, inclassable, vivante, qui trouvent dans la revue un espace d'asphyxie du poème (parmi lesquels Guy Viarre, Brice Petit, Rodrigue Marques de Souza, Lambert Barthélémy, Patrick Wateau, Billy Dranty, mais également Bernard Noël ou Jacques Dupin). Cette revue donnera un terreau fertile à la création des éditions fissile (2001-2021), qui fabrique « des livres de poètes contemporains tous acharnés, dans un monde au bord de l'asphyxie, à l'invention d'une langue obstinément vivante ».
Il est également l'auteur de plusieurs textes hybrides (entre théâtre et poésie) qui ont été adaptés sur scène. Enfin, il a traduit, par le biais des éditions fissile, de nombreux poètes espagnols et tchèques, dont Leopoldo Maria Panero qu'il a contribué à faire connaître en France.
Certaines de ses œuvres ont donné lieu à des mises en scène, Ravachol et Philoctète à la Maison de la poésie de Paris en 2010 ou Salomé à la fondation Jan Michalski en 2022.

## Publications

### Poésie
- Autrement contredit, Montpellier, Fata Morgana, (1998)-2014.
- Falaises, illustré par Joël Leick, éditions À la bibliothèque du lion, 2000.
- & cargaisons, Montpellier, Grèges, 2004.
- Obstaculaire, Atelier La Feugraie, 2004.
- Onze moritures bons qu'à rien, co-écrit et co-peint avec Lambert Barthélémy, Olivier Cabière, Billy Dranty, Philippe Guitton, Hugo Hengl, Frédéric Limagne, Rodrigue Marques de Souza, Olivier Matuszewski, Brice Petit et Guy Viarre, Fissile, 2004.
- Malusine, Montpellier, Grèges, 2006.
- Cinq moritures, co-écrit avec Brice Petit, Les Cabannes, Fissile, 2006.
- Retour à rature, avec des dessins de Philippe Guitton, Les Cabannes, Fissile, 2006.
- D'encombrements, avec deux peintures de Rodrigue Marques de Souza, Les Cabannes, Fissile, 2006.
- Ravachol, éditions barre parallèle, 2007.
- Eléplégie, Atelier La Feugraie, 2007.
- Une érosion, avec une peinture de Thomas Pesle, Les Cabannes, Fissile, 2007.
- & ferrailleurs, Montpellier, Grèges, 2008.
- Philoctète, éditions barre parallèle, 2008.
- Bartlebricepety, Tardigrade, 2008.
- Érosions suivi de Degré noir, avec un dessin de Thomas Pesle, coll. « L'oracle manuel », éd. S'Ayme à bruire, 2009.
- Bartleby vote, La Porte, 2009.
- Lessive, Tardigrade, 2009.
- Sans mots, 70 dessins d'Ena Lindenbaur, accompagnés d'un poème de Cédric Demangeot et de sa traduction allemande par Hugo Hengl, Les Cabannes, Fissile, 2010.
- Il paraît qu'antimatière, poème et lavis, L'Arachnoïde, 2011.
- Ferraille, Aldébaran, 2011.
- Sale temps, Atelier La Feugraie, 2011.
- Petit horoscope illustré, avec des illustrations d'Éric Demelis, Les Cabannes, Fissile, 2012.
- Une inquiétude, Paris, Flammarion, 2013.
- Un ciel de latrines, illustré par Antonio Segui, Cadastre8zéro, 2013.
- Psilocybe, Montpellier, Éditions Grèges, 2013.
- Le miroir de l'idiot, illustré par Delphine Cadoré, Les Cabannes, Fissile, 2013.
- Éléphant 1 & 2, sous le pseudonyme de Bric&dric, en collaboration avec Brice Petit, Les Cabannes, Fissile, 2014[10].
- En haut de bas, peintures de Stéphanie Ferrat, Matière noire, 2014.
- Skrz smrt, précédé de Moi, la louve, je murmure à cedrik, Ursule Sureau, 2014.
- Un enfer, Paris, Flammarion, 2017.
- Rappel à l'émeute, Pariah, 2018.
- Pour personne, Paris, Strasbourg, L'Atelier contemporain, 2019.
- Chantier de tête, livre d'artiste à tirage limité, accompagné de gravures sur bois de Jean-Paul Héraud, Trames, 2020.
- Le Poudroiement des conclusions, dessins d'Ena Lindenbaur, Strasbourg, L'Atelier contemporain, 2020.
- La golem bégaie, livre d'artiste à tirage limité, accompagné d'œuvres originales d'Ena Lindenbaur, Trames, 2021.
- Promenade et guerre, Paris, Flammarion, 2021.
- Éléments de sabotage passif, Marseille, Éric Pesty éditeur, 2021.
- Obstaculaire, avec des dessins d'Ena Lindenbaur, nouvelle édition augmentée, Strasbourg, L'Atelier contemporain, 2022.
- Pornographie, illustré par Thomas Pesle, Paris, L'atelier contemporain, 2023.

### Théâtre
- Salomé, Les Cabannes, Éditions du geste, 2019.
- Le dernier séjour de Pouchkine à Boldino, Paris, Éditions du Canoë, 2022.

### Bande dessinée
- Le méchant petit Poucet, texte de Cédric Demangeot, dessin de Vincent Vanoli, Montréal, La pastèque éditeur, 2012.

### Autres textes
- Préface de Monsieur Morphée empoisonneur public, dans Roger Gilbert-Lecomte, Montpellier, Fata morgana, 1998.
- Poésie noire poésie blanche, in Poésie 99 no 78, 1999.
- Lecture de José Angel Valente, in Scherzo no 6, 1999.
- Descente dans la langue-mort des Mères, in Strates : cahier Jacques Dupin, Tours, Farrago, 2000.
- Le veau vomit le poète, in L’Atelier Contemporain no 1, été 2000.
- Jacques Dupin : descente dans la langue-mort des Mères, in Strates, Cahier Jacques Dupin, Fourbis/Farrago, 2000.
- Pour personne, récit, in L’atelier contemporain no 3, 2001.
- Roger Gilbert-Lecomte. Votre peau n'a pas toujours été votre limite, Paris, Jean-Michel Place, coll. « Poésie », 2001.
- « Stanislas Rodanski ou le prisme noir », Postscriptum no 2, à l’initiative des Amis du Soleil noir, 2002.
- À nous rien, de dire…, préface à Tautologie une, de Guy Viarre, Paris, Flammarion, 2007.
- Traversées... sur les traces de Claude Tarnaud, préface à The Whiteclad Gambler de Claude Tarnaud, Le Vigan, L’Arachnoïde, 2011.
- Page un, dans Sonnets de la mort, de Bernard Noël, Les Cabannes, Fissile, 2012.
- Petit horoscope illustré (dessins d’Eric Demelis), Les Cabannes, Fissile, 2012.
- Le petit livre du bonheur, in Lignes, 2013/3, p. 186-191 .
- Ceci je l'ai trouvé dans le fumier..., préface à Bonne nouvelle du désastre, de Leopoldo María Panero, Les Cabannes, Fissile, 2013.
- Une nuit qui se souvient, lecture de Contre l'épisode d'Esther Tellermann, Europe, no 1026, octobre 2014.
- Éléments de sabotage passif, in Conséquence no 2, 2017.
- Erratum, suivi de Promenade & guerre, in Conséquence no 3, 2019.
- Intimité du vide, in Conséquence no 4, 2023.
- Fragments de la fourrure de Blanche-neige, version bilingue tchèque-français, in Conséquence no 4, 2023.
- Donné pour poussière, avec des dessins de Magali Latil, in Conséquence no 4, 2023.

### Traductions
- Les démons de la langue, de Alberto Ruy-Sánchez, traduit de l’espagnol (Mexique) en coll. avec Anthony Bellanger, Fata Morgana, 1999.
- Le nu de la fin du jour, de Lokenath Bhattacharya, poèmes traduits du bengali en collaboration avec l’auteur, Montpellier, Fata Morgana, 2000.
- Corps effleuré de l'aimée, de Lokenath Bhattacharya, traduit du bengali par l'auteur et Cédric Demangeot, Montpellier, Fata Morgana, 2001.
- Fleur de cendre, de Lokenath Bhattacharya, poèmes traduits du bengali par Cédric Demangeot en collaboration avec France Bhattacharya. Tirage limité, illustré de peintures originales de Pierre Alechinsky, Montpellier, Fata Morgana, 2002.
- Neuf sonnets, de William Shakespeare, in moriturus no 3/4, avril 2004.
- Larry se pend, de Bryan Delaney, traduits de l'anglais (Irlande) par Cédric Demangeot avec relecture de l’auteur, Les Cabannes, Fissile, 2009.
- Bonne nouvelle du désastre et autres poèmes, de Leopoldo María Panero, traduit de l’espagnol par Victor Martinez et Cédric Demangeot, Les Cabannes, Éditions Fissile, 2013.
- Aux chênes de Glencree, de John Millington Synge, traduit de l'anglais par Cédric Demangeot, Les Cabannes, Éditions Fissile, 2014.
- Alcools, de Leopoldo María Panero, traduit de l'espagnol par Cédric Demangeot, Éditions Fissile, 2014.
- Conjurations contre la vie, de Leopoldo María Panero, traduit de l'espagnol par Cédric Demangeot, Rafael Garido et Victor Martinez, Editions Fissile, 2016.
- J'avais du temps vorace l'inquiétude, de William Shakespeare, traduit de l'anglais par Cédric Demangeot, Éditions Fissile, 2016.
- Casse-tête, de Nicanor Parra, traduit de l'espagnol par Cédric Demangeot, Éditions Fissile, 2016.
- Une cour en hiver, de Bohdan Chlíbec, traduit du tchèque par Petr Zavadil et Cédric Demangeot, Éditions Fissile, 2016.
- Des choses détruites, de Leopoldo María Panero, traduit de l'espagnol par Cédric Demangeot, Rafael Garido et Victor Martinez, Éditions Fissile, 2017.
- Poèmes de l'asile de Mondragón, de Leopoldo María Panero, traduit de l'espagnol par Cédric Demangeot et Victor Martinez, Éditions Fissile, 2017.
- Peter Punk, de Leopoldo María Panero, traduit de l'espagnol par Cédric Demangeot, Éditions Fissile, 2017.
- Cendres sous la neige, de Bohdan Chlíbec, traduit du tchèque par Petr Zavadil et Cédric Demangeot, pariah, 2019.
- Je maigris et la mort m'arrondit, de Miroslav Salava, traduit du tchèque par Petr Zavadil et Cédric Demangeot, Éditions Fissile, 2019.
- Le dernier homme, de Leopoldo María Panero, traduit de l'espagnol par Rafael Garido, Victor Martinez et Cédric Demangeot, Éditions Fissile, 2020.
- Le mur des souvenirs, de Jan Zábrana, traduit du tchèque par Petr Zavadil & Cédric Demangeot, Éditions Fissile, 2020.
- Tanière d’un animal qui n’existe pas (poésie 1998-2000), de Leopoldo María Panero, traduit de l'espagnol par Cédric Demangeot, Rafael Garido et Victor Martinez, Toulouse, Éditions Fissile, 2020.
- Le sang de la bourse, de Bohdan Chlíbec, traduit du tchèque par Petr Zavadil et Cédric Demangeot, Éditions Fissile, 2020.
- Schizophréniques. Poèmes 2001-2004, de Leopoldo María Panero, traduction de Rafael Garido, Cédric Demangeot et Victor Martinez, co-éditions Fissile/Zoème, 2021.

## Pour approfondir